# Canton de Saint-Maur-des-Fossés-Ouest
Le canton de Saint-Maur-des-Fossés-Ouest est une ancienne division administrative française située dans le département du Val-de-Marne et la région Île-de-France.
Lors du redécoupage cantonal de 2014 en France, les trois cantons de Saint-Maur-des-Fossés sont supprimés pour permettre la constitution des nouveaux cantons de Saint-Maur-des-Fossés-1 et de Saint-Maur-des-Fossés-2.

## Histoire

### Constitution
Le Canton de Saint-Maur-des-Fossés-Ouest, comprenant une partie de la commune de Saint-Maur-des-Fossés, est créé  par démembrement des anciens cantons de Saint-Maur-des Fossés du département de la Seine lors de la mise en place du département du Val-de-Marne par le décret du 20 juillet 1967.
Un nouveau découpage territorial du Val-de-Marne entré en vigueur à l'occasion des premières élections départementales suivant le décret du 17 février 2014. Les conseillers départementaux sont, à compter de ces élections, élus au scrutin majoritaire binominal mixte. Les électeurs de chaque canton élisent au Conseil départemental, nouvelle appellation du Conseil général, deux membres de sexe différent, qui se présentent en binôme de candidats. Les conseillers départementaux sont élus pour 6 ans au scrutin binominal majoritaire à deux tours, l'accès au second tour nécessitant 12,5 % des inscrits au 1er tour. En outre, la totalité des conseillers départementaux est renouvelée. Ce nouveau mode de scrutin nécessite un redécoupage des cantons dont le nombre est divisé par deux avec arrondi à l'unité impaire supérieure si ce nombre n'est pas entier impair, assorti de conditions de seuils minimaux. Dans le Val-de-Marne le nombre de cantons passe ainsi de 49 à 25.
Dans ce cadre, les trois cantons de Saint-Maur-des-Fossés sont supprimés pour permettre la constitution des nouveaux cantons de Saint-Maur-des-Fossés-1 et de Saint-Maur-des-Fossés-2.

### Circonscription législative
Le canton de Saint-Maur-des-Fossés-Ouest faisait partie de la 7e circonscription législative du Val-de-Marne. 

## Administration
| Période | Période | Identité          | Étiquette    | Qualité                                                          |
| ------- | ------- | ----------------- | ------------ | ---------------------------------------------------------------- |
| 1967    | 1979    | Jean-Claude Smits | UDR puis RPR | Colonel de l'Armée                                               |
| 1979    | 1998    | Claude Bouchet    | UDF-DL       | Adjoint au Maire de Saint-Maur-des-Fossés                        |
| 1998    | 2015    | Jacques Leroy     | DVD puis UMP | Conseiller municipal puis maire-adjoint de Saint-Maur-des-Fossés |

## Composition
Le canton de Saint-Maur-des-Fossés-Ouest recouvrait le nord-ouest de la  commune de Saint-Maur-des-Fossés délimitée « au Sud-Est par l'avenue de Beaujeu (côtés pair et impair), le boulevard de Créteil (côtés pair et impair, jusqu’à l'avenue Emile-Zola), l'avenue Emile-Zola (non incluse), l'avenue Foch (non incluse, jusqu'à l'avenue Paul-Doumer), l'avenue Paul-Doumer (côtés pair et impair, jusqu'à l'avenue des Fusillés-de-Châteaubriant), l'avenue des Fusillés-de-Chàteaubriant (non incluse), le côté Est de la place des Marronniers (jusqu'à l'avenue Médicis), l'avenue Médicis
(côtés pair et impair), l'avenue du Colisée (côtés pair et impair), l'avenue de l'Est (non incluse), la rue de la Terrasse (non incluse) et la rue du Port (côtés pair et impair) ». 

Cette commune était divisée en un puis deux autres cantons : le canton de Saint-Maur-des-Fossés-Centre (créé en 1967) et le canton de Saint-Maur-La Varenne, (créé en 1984 par démembrement du canton de Bonneuil-sur-Marne.
| Communes                                | Population (2012) | Code postal | Code Insee |
| --------------------------------------- | ----------------- | ----------- | ---------- |
| Saint-Maur-des-Fossés (Commune entière) | 75 214            | 94 100      | 94 068     |

## Démographie
| 1962 | 1968 | 1975 | 1982 | 1990   | 1999   | 2006   | 2009 |
| ---- | ---- | ---- | ---- | ------ | ------ | ------ | ---- |
| -    | -    | -    | -    | 25 907 | 24 472 | 24 893 | -    |